# Миртюки
Миртюки (укр. Миртюки) — село в Стрыйской городской общине Стрыйского района Львовской области Украины.
Население по переписи 2001 года составляло 938 человек. Занимает площадь 10,5 км². Почтовый индекс — 82463. Телефонный код — 3245.